# Roteiro Pra Aïnouz, Vol. 3
Roteiro Pra Aïnouz, Vol. 3 é o primeiro álbum de estúdio do rapper brasileiro Don L, lançado no dia 23 de junho de 2017 de forma independente, o álbum teve uma grande repercussão e grande aceitação no cenário do hip hop nacional.

## Lançamento
O álbum que conta com 9 faixas, participações de rappers como Diomedes Chinaski e Nego Gallo, é o início da trilogia inversa.
O nome do álbum faz referência ao diretor de cinema, roteirista, e artista visual brasileiro, mais conhecido pelos filmes Madame Satã, O Céu de Suely, Praia do Futuro e A Vida Invisível, Karim Aïnouz.

## Faixas
| Edição Padrão |                                              |                                               |              |         |  |
| N.º           | Título                                       | Compositor(es)                                | Produtor(es) | Duração |  |
| 1.            | "Eu Não Te Amo (com Diomedes Chinaski)"      | Don L, Diomedes Chinaski e Deryck Cabrera     | Don L        | 4:51    |  |
| 2.            | "Fazia Sentido (com Terra Preta)"            | Don L e Terra Preta                           | Don L        | 3:44    |  |
| 3.            | "Aquela Fé (com Nego Gallo e Eddu Ferreira)" | Don L, Deryck Cabrera, DJ Caique e Nego Gallo | Don L        | 6:08    |  |
| 4.            | "Cocaína"                                    | Don L, Fernando Catatau e Goss                | Don L        | 3:53    |  |
| 5.            | "Cocainterlúdio"                             | Don L e Thiago França                         | Don L        | 2:27    |  |
| 6.            | "Mexe Pra Cam (com Laysa)"                   | Don L, Laysa e Sants                          | Don L        | 3:28    |  |
| 7.            | "Ferramentas"                                | Don L e Sants                                 | Don L        | 4:01    |  |
| 8.            | "Se Num For Demais"                          | Don L e Luiz Café                             | Luiz Café    | 3:16    |  |
| 9.            | "Laje das Ilusões"                           | Don L e Léo Justi                             | Don L        | 3:45    |  |